# Rajahs blancs

Armes du Royaume de Sarawak

Drapeau du Royaume de Sarawak (vers 1870)

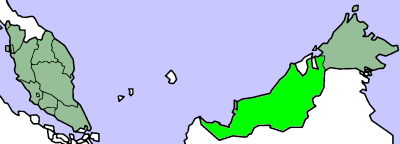
Emplacement de Sarawak dans l'actuelle Malaisie.

Les Rajahs blancs sont les membres d'une dynastie qui a fondé et dirigé le Royaume de Sarawak de 1841 à 1946,,,.
Le premier souverain fut l'Anglais James Brooke, il fut le premier à porter le titre indonésien de raja, qu'il ne faut pas confondre avec celui de « rajah » (roi) en usage en Inde. En effet, un raja en Malaisie et en Indonésie n'est pas un roi mais un seigneur qui peut être vassal d'un souverain plus important.
C'est donc une erreur de certains biographes que l'emploi du terme Rajah, usité pour le désigner.

## Histoire
Le Sarawak faisait d'abord partie du royaume de  Brunei jusqu'à ce que James Brooke, qui devint le premier Raja blanc, ait reçu du Sultan de Brunei, un petit territoire en souveraineté. La dynastie royale des Brooke parvint par la suite à étendre ce territoire jusqu'à lui faire compter 124 450 km2 (soit la quart de la France métropolitaine) en annexant de nombreuses parties du Brunei.
Le royaume a duré jusqu'en 1946.

## Le système gouvernemental, 1841-1946
Lors de l'arrivée de James Brooke à Sarawak, ce royaume était un pays vassal du Sultanat de Brunei.
Lorsqu'il parvint à contrôler, vers les années 1840, le territoire entourant Kuching, James Brooke en modifia et modernisa la gouvernance qui était auparavant gérée d'une façon traditionnelle selon les coutumes ancestrales du Brunei.
James Brooke, dans le but de réformer le gouvernement selon un système moderne, créa une administration de style occidental et pour la faire fonctionner fit venir un nombre réduit de sujets britanniques, dont quelques militaires.
Celui qu'on appelait désormais Raja James et ses successeurs continuèrent cette politique.
Il n'en conserva pas moins les traditions et les symboles des monarchies traditionnelles malaises, principalement celles qui donnaient au roi un pouvoir législatif et exécutif absolu.
James Brooke songea également au développement économique du pays et de sa dynastie en créant la Borneo Company Limited une compagnie à la fois commerciale et militaire. C'est ainsi que lors de la révolte des mineurs chinois, un des navires de la compagnie le vapeur Sir James Brooke aida à la reprise de Kuching.
Son successeur le Raja Charles forma une troupe de rangers formant la garde personnelle des Rajas blancs et chargée en même temps de la police et de l'expansion territoriale du royaume.

## Cession du royaume au Royaume-Uni
Après la Seconde Guerre mondiale, pendant laquelle le Sarawak a été occupé par les forces japonaises et les mouvements d'indépendance de l'Indonésie, le Raja blanc Vyner Brooke se rendant compte que son royaume isolé ne serait pas capable de faire face aux nouvelles donnes de l'échiquier mondial, le céda au « Colonial Office » en échange d'une confortable rente pour lui et ses trois filles. Il était l'époux de Sylvia Brett, la petite-fille du révolutionnaire belge Sylvain Van de Weyer.
Cette cession ayant été signée en dépit de la Constitution, le neveu et successeur légitime au trône Anthony Brooke (1912-2011) s'opposa à l'annexion par la Couronne, de même que la majorité des membres autochtones du Conseil National, et insista pour que la population soit consultée. Il fut mis en cause quand Duncan Stewart, le deuxième gouverneur britannique au Sarawak, fut assassiné en 1949 par Rosli Dhoby (1932-1950) un activiste anti-cession, soutenant secrètement l'union avec l'Indonésie nouvellement indépendante. Cet assassinat discrédita le mouvement anti-cession et poussa Anthony a renoncer à son combat.
Des documents publiés en mars 2011 ont révélé que le gouvernement britannique savait qu'Anthony et le mouvement anti-cession n'étaient pas impliqués. Il avait cependant jugé préférable de ne pas le révéler. En 2013 le Haut-Commissariat Britannique en Malaisie présenta des excuses au nom de la Grande-Bretagne, coupant court à toute mise en cause d'Anthony Brooke.

## Souverains
| Nom                                                | Portrait                              | Date de naissance | Décès        | Mariages | Droits de succession                                       | Note |
| -------------------------------------------------- | ------------------------------------- | ----------------- | ------------ | --- | ---------------------------------------------------------- | ---- |
| James Brooke, Rajah de Sarawak (1841–1868)         | James Brooke, Raja de Sarawak         | 29 avril 1803     | 11 juin 1868 | Officiellement célibataire et sans enfants | Il obtint Sarawak et le titre de Rajah du Sultan de Brunei |      |
| Charles Brooke, Rajah de Sarawak (1868–1917)       | Charles Brooke, Raja de Sarawak       | 3 juin 1829       | 17 mai 1917  | Margaret Alice Lili de Windt, dont il eut six enfants, dont trois survécurent. Elle est la sœur de l’explorateur Harry de Windt (1856-1933), qui fut aussi aide de camp de son beau-frère. | Son oncle James le désigna comme successeur au trône       |      |
| Charles Vyner Brooke, Rajah de Sarawak (1917–1946) | Charles Vyner Brooke, Raja de Sarawak | 26 septembre 1874 | 9 mai 1963   | Sylvia Brett, dont il eut trois filles | Fils du précédent                                          |      |